# Petrella Salto
Petrella Salto (La Petrèlla in dialetto locale) è un comune italiano di 1 026 abitanti della provincia di Rieti nel Lazio. Fino al 1927 faceva parte della provincia dell'Aquila, in Abruzzo e, dal 1233 al 1861, per oltre 600 anni, è stato parte integrante del giustizierato d'Abruzzo e della provincia Abruzzo Ulteriore II, nel distretto di Cittaducale, con capoluogo L'Aquila.

## Geografia fisica

### Territorio
Il comune si trova su un'altura che sovrasta la valle del Salto con il lago del Salto, sovrastata a est dai monti del Cicolano.

### Clima
Classificazione climatica: zona E, 2652 GG

## Storia
In passato la località è stata anche chiamata Petrella di Cicoli. Il nome deriva dal latino petra da cui "pietra" e quindi "pietraia". Nel 1598 ebbe luogo nella Rocca di Petrella uno dei più celebri delitti del XVI secolo, l'assassinio del conte Francesco Cenci, organizzato dalla figlia Beatrice.
Cleonice Tomassetti durante gli anni della Seconda guerra mondiale abitava a Milano, dove si era trasferita da Petrella Salto per fare la maestra. Quando il suo compagno era passato nella Resistenza aveva deciso di raggiungerlo e, nell’aprile del 1944 la giovane donna era entrata come staffetta nella stessa formazione partigiana. Era la sola donna del gruppo di 43 partigiani, prigionieri dopo il Rastrellamento della Val Grande e fucilati dai nazifascisti a Fondotoce il 20 giugno 1944.

### Simboli
Lo stemma e il gonfalone sono stati concessi con decreto del presidente della Repubblica del 19 marzo 2003.
Il gonfalone è un drappo partito di bianco e di rosso.

## Monumenti e luoghi d'interesse

### Architetture religiose
- Il Santuario di Santa Filippa, nel quale sono conservati i resti della Santa si trova nella frazione di Borgo San Pietro. Nel comune molti sono i luoghi legati alla vita della Santa, nata da una nobile famiglia verso la fine del secolo XII, nel castello di loro proprietà della famiglia a Borgo San Pietro. La sua famiglia ne ostacolò la scelta monastica, per cui Filippa fuggì, rifugiandosi in quella che oggi viene chiamata "Grotta di Santa Filippa" (1210 m.s.l.m.), situata sopra l'abitato di Piagge (961 m.s.l.m.), e vi rimase circa tre anni, fino al 1228 quando i fratelli le donarono il castello con l'annessa chiesa di San Pietro e la Santa si trasferì nella tenuta con le sue compagne vivendo secondo la regola indicata da San Francesco per Santa Chiara e le monache di San Damiano.

## Società

### Evoluzione demografica
Abitanti censiti

## Infrastrutture e trasporti

### Strade
L'arteria stradale più importante che attraversa il territorio comunale è la Strada statale 578 Salto Cicolana (detta anche superstrada Rieti-Torano), una strada a scorrimento veloce che collega il comune da un lato al capoluogo Rieti, dall'altro a Torano di Borgorose dove si trova il casello "Valle del Salto" dell'Autostrada A24.
All'interno del territorio comunale rientrano due svincoli: uno a nord di Petrella (che serve anche le frazioni di Capradosso e Staffoli) e uno a sud (che serve anche la frazione di Borgo San Pietro e permette di accedere al lago).
Il territorio comunale è attraversato inoltre da due tortuose strade provinciali, che garantivano i collegamenti tra Rieti e Torano prima della costruzione della superstrada: una è la strada provinciale n. 22 (detta anche "Cicolana Alta"), che passa all'interno del centro abitato di Petrella seguendo un percorso a mezzacosta sulla montagna; l'altra è la strada provinciale n. 67 (detta anche "Cicolana Bassa"), che attraversa la frazione di Borgo San Pietro seguendo la costa del lago del Salto.
Le due strade provinciali sono messe in comunicazione da una breve diramazione (la SP 22a) che collega Petrella a Borgo San Pietro e alla riva del lago.

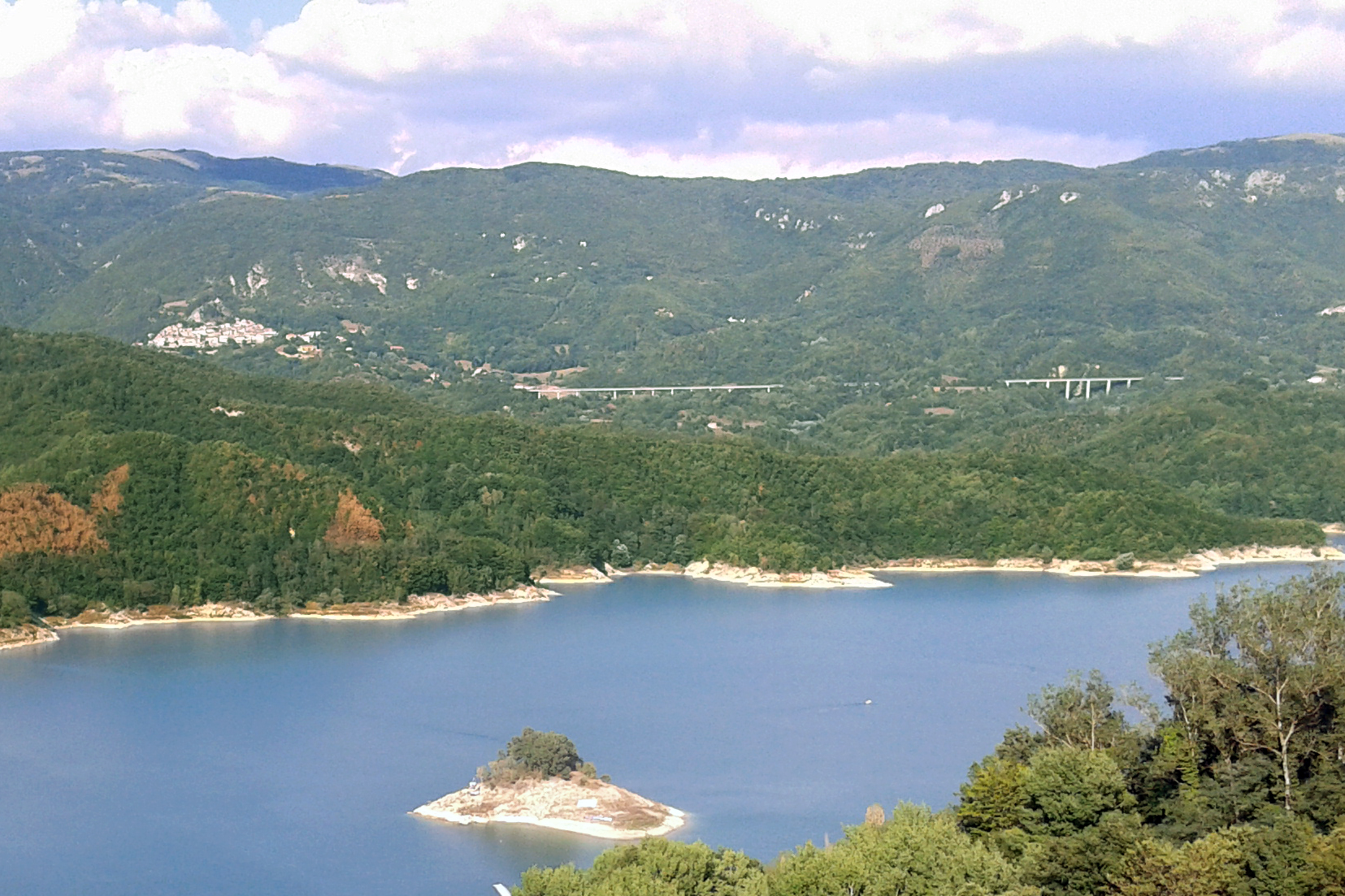
L'abitato di Petrella (a sinistra) con il Lago del Salto e i viadotti della superstrada Rieti-Torano

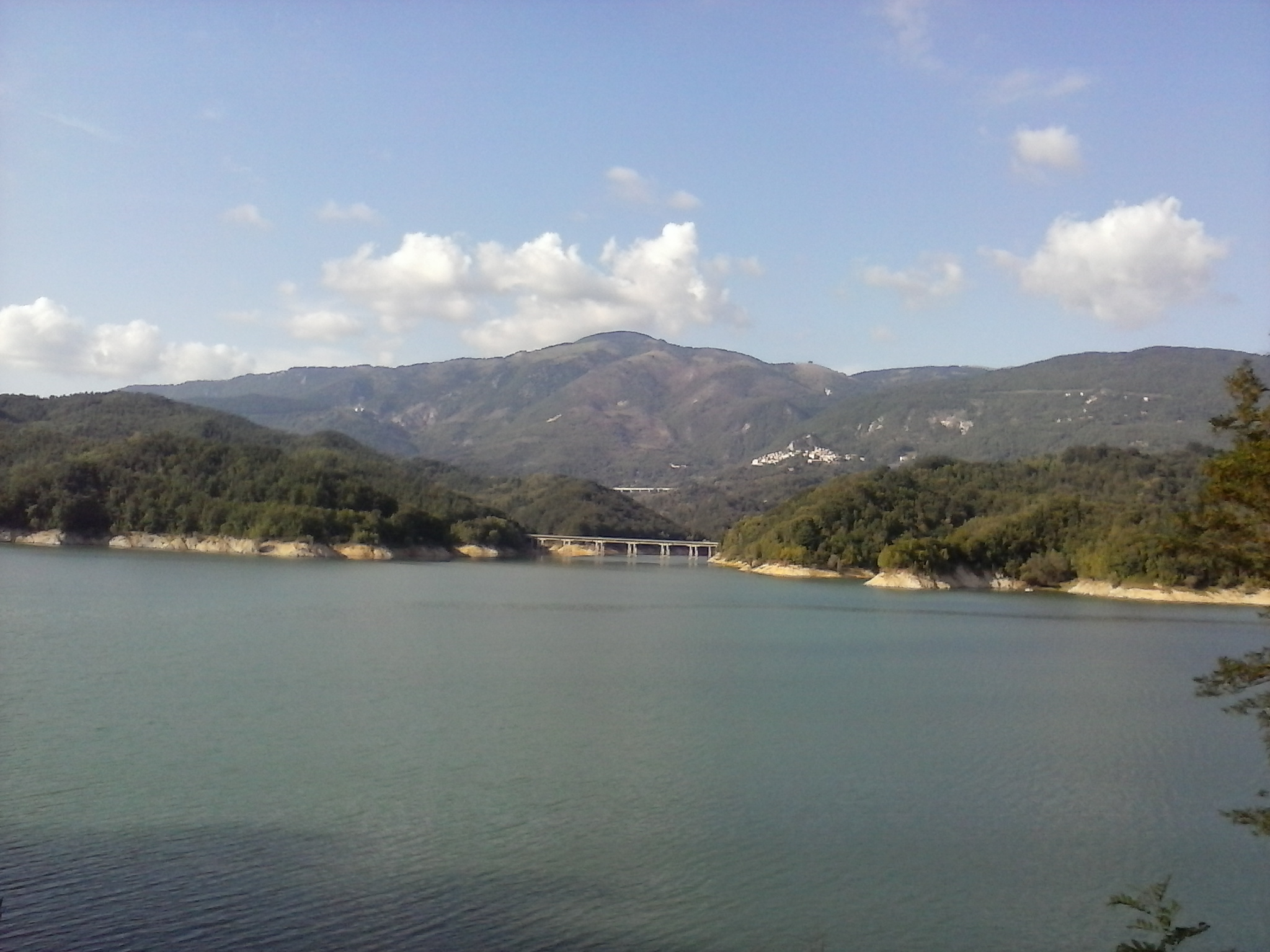
Lago del Salto e Petrella

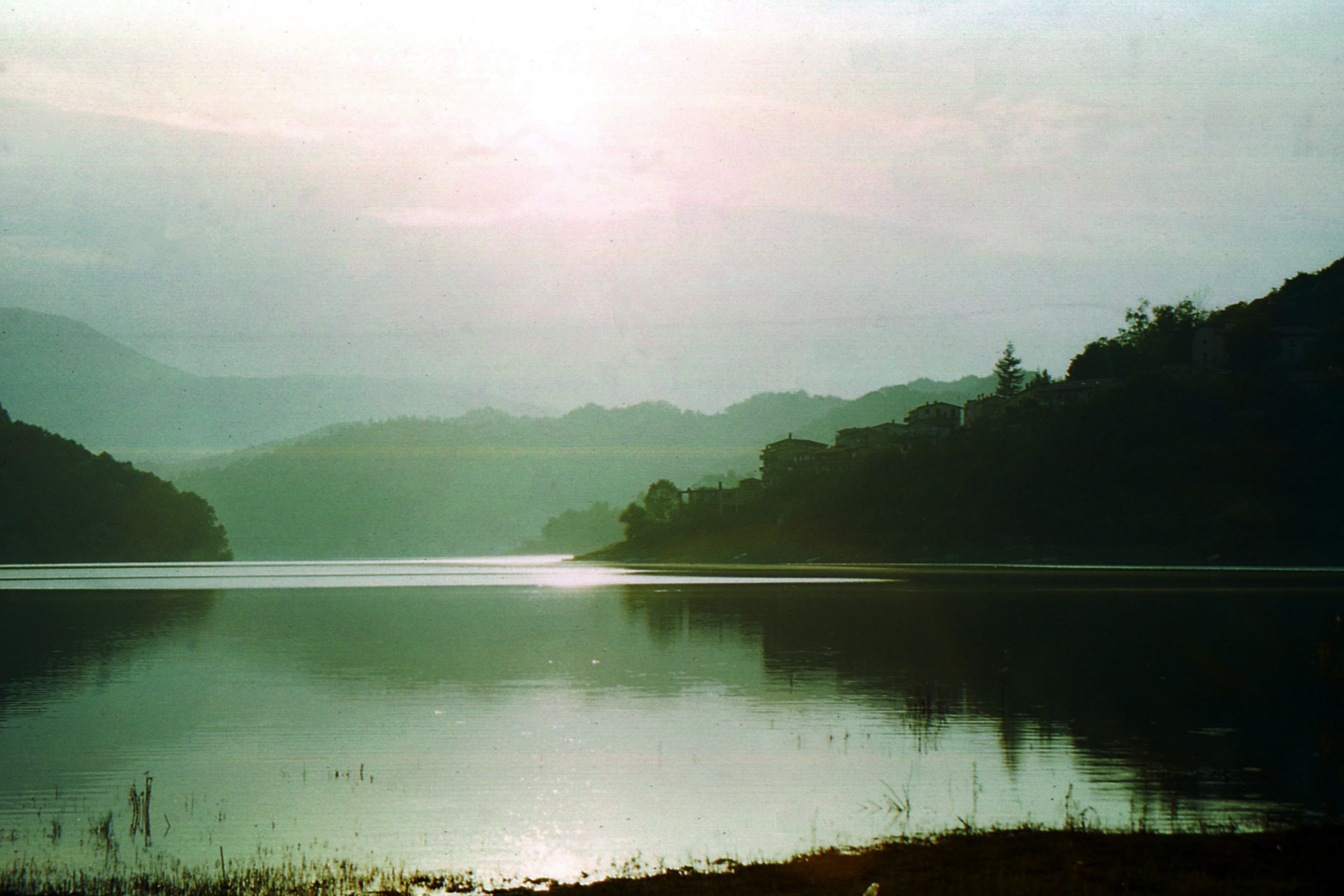
Panoramica della frazione Fiumata in un pomeriggio estivo

## Amministrazione
Nel 1927, a seguito del riordino delle circoscrizioni provinciali stabilito dal regio decreto n. 1 del 2 gennaio 1927, per volontà del governo fascista, quando venne istituita la provincia di Rieti, Petrella Salto passò dalla provincia dell'Aquila a quella di Rieti.
| Periodo | Periodo   | Primo cittadino          | Partito      | Carica  | Note |
| ------- | --------- | ------------------------ | ------------ | ------- | ---- |
| 2004    | 2009      | Marcello Tonino Bellizzi | lista civica | Sindaco |      |
| 2009    | in carica | Gaetano Micaloni         | lista civica | Sindaco |      |

### Altre informazioni amministrative
- Fa parte della Comunità Montana Salto Cicolano